# チャールズ・サマーズ＝コックス (第3代サマーズ伯爵)

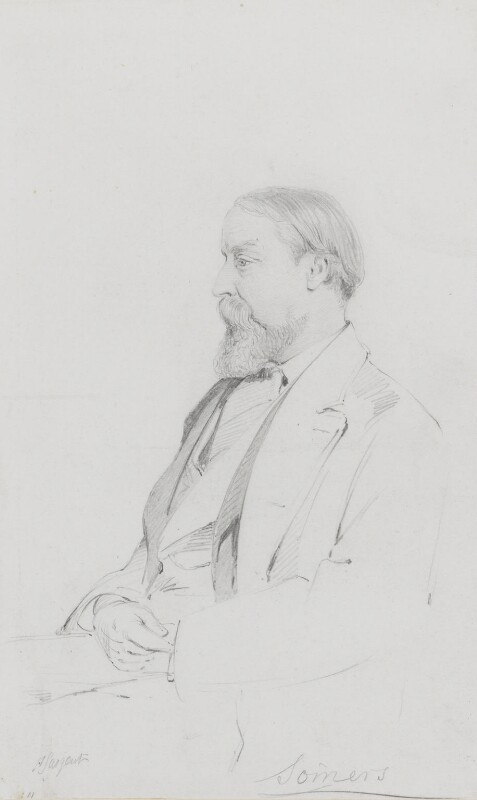
サマーズ伯爵、フレデリック・サージェント画のデッサン

第3代サマーズ伯爵チャールズ・サマーズ・サマーズ＝コックス（Charles Somers Somers-Cocks, 3rd Earl Somers, 1819年7月14日 - 1883年9月26日）は、イギリスの貴族・政治家。襲爵前の1841年から1852年まではイーストノア子爵（Viscount Eastnor）の称号で呼ばれた。写真家ジュリア・マーガレット・キャメロンの義弟、作家ヴァージニア・ウルフの義理の大叔父。

## 生涯
第2代サマーズ伯爵ジョン・サマーズ＝コックスと第3代ハードウィック伯爵フィリップ・ヨークの娘レディ・キャロライン・ハリエット・ヨークの間に生まれる。1841年より1847年まで、保守党所属でライゲート選挙区選出の庶民院議員を務めた。1852年父の死に伴い伯爵位を襲爵、同時に貴族院議員となる。1853年から1855年までアバディーン連立内閣の、1855年から1857年まで第1次パーマストン自由党内閣の指名による王室侍従を務めた。
1850年ベンガル高等文官ジェームズ・パトル（1775年 - 1845年）の7人の娘たちのうちの六女、ヴァージニア・パトル（1829年 - 1910年）と結婚し、間に3人の娘をもうけ、うち2人が成人した。
- イザベラ・キャロライン・サマーズ＝コックス（1851年 - 1921年） - ヘンリー・サマセット卿と結婚[1]
- アデライン・メアリー・サマーズ＝コックス（1852年 - 1920年）  - 第10代ベッドフォード公爵ジョージ・ラッセルと結婚[3]

1883年の死去時、男子相続者が無いためサマーズ伯爵位及びイーストノア子爵位は廃絶した。従属爵位のサマーズ男爵は従甥のフィリップ・レジナルド・コックスが継承した。

## 引用
1. 1 2 3 4 5  Cokayne, George Edward; White, Geoffrey H., eds. (1953). The Complete Peerage, or a history of the House of Lords and all its members from the earliest times (Skelmersdale to Towton) (英語). Vol. 12.1 (2nd ed.). London: The St. Catherine Press. p. 34.
2. ↑  Craig, F. W. S. (1989) [1977]. British parliamentary election results 1832–1885 (2nd ed.). Chichester: Parliamentary Research Services. p. 252. ISBN 0-900178-26-4
3. ↑  Adeline, Duchess of Bedford - A character study, 1 May 1920, The Spectator, Retrieved 22 April 2016